# 게임 오브 데어 라이브스
게임 오브 데어 리브스(The Game of Their Lives)는 2005년 미국의 영화 감독인 데이비드 앤스포가 제작한 드라마 영화이다.

## 줄거리
게임 오브 데어 리브스는 1950년 FIFA 월드컵 당시 브라질의 벨루오리존치에서 예상을 뒤엎고 미국 축구 국가대표팀이 잉글랜드 축구 국가대표팀을 1-0으로 이긴 이야기를 그리고 있다.

## 출연
- 웨스 벤틀리
- 리처드 제닉
- 스티븐 알렉산더
- 제임스 E. 애쉬
- 마이크 바카렐라
- 패트릭 벨릭스
- 마리아 버트랜드
- 바나 본타
- 톰 브레인나드
- 자체리 타이 브라이언
- 제라드 버틀러
- 데보라 코데이
- 마릴린 도즈 프랭크